# Mary Seaton
Mary Lon Seaton-Brush (* 18. Juli 1956 in Virginia, Minnesota) ist eine ehemalige US-amerikanische alpine Skirennläuferin.
Seaton trat zwischen 1975 und 1977 für die US-Nationalmannschaft im alpinen Skiweltcup an. Dabei erreichte sie drei Platzierungen unter den Top Ten. 1976 nahm sie an den Olympischen Winterspielen in Innsbruck teil. Im Riesenslalom belegte sie Rang 17, im Slalomwettbewerbe landete sie auf dem zehnten Platz.
Seaton studierte an der Burke Mountain Academy und der University of Vermont, welche sie 1983 abschloss. Sie hat eine Tochter. Des Weiteren ist sie Gründerin der Kelly Brush Foundation, welche sich für die Unterstützung von Rückenmarksverletzten einsetzt.